# Josef Šedivý (1885-1955)
Josef Šedivý (ur. 29 sierpnia 1885 w Žinkovych,  zm. 10 sierpnia 1955 w Borovany u Klatov) – czeski prawnik i urzędnik konsularny.

## Życiorys
Ukończył gimnazjum w 1905 r., a następnie studiował prawo na Uniwersytecie Czeskim w Pradze (ukończył w 1912 r.). Po studiach odbył praktykę adwokacką i w październiku 1920 został przyjęty do czechosłowackiej służby zagranicznej, gdzie pełnił funkcję kierownika Urzędu Paszportowego (1920-1922), a następnie konsula w Krakowie (1922-1928), radcy w wydziale prawnym sekcji politycznej (sekcja II/5) (1928-1929), radcy poselstwa w Budapeszcie (1929-1936), pracownika MSZ (1936-1938) oraz konsula w Bremie (1938-1939).
W 1947 pełnił funkcję radcy poselstwa w Warszawie.